# Aphia minuta
Aphia minuta là loài cá biển duy nhất thuộc chi Aphia trong họ Cá bống trắng. Loài này được mô tả lần đầu tiên vào năm 1810.

## Từ nguyên
Tên chi Aphia được Latinh hóa từ aphúē (ἀφύη trong tiếng Hy Lạp cổ đại) với nghĩa là “cá bột”, hàm ý đề cập đến kích thước bé nhỏ của loài này. Tính từ định danh minuta trong tiếng Latinh nghĩa là “thu nhỏ”, cũng cùng hàm ý như tên chi, mà tác giả Risso tin rằng đây là loài cá nhỏ nhất ở Địa Trung Hải.

## Phân bố
A. minuta có phân bố dọc theo bờ đông Đại Tây Dương, từ bờ biển Trondheim của Na Uy tới Maroc, bao gồm cả biển Bắc và phía tây biển Baltic; ngoài Địa Trung Hải, A. minuta còn được biết đến ở các biển nội hải khác là biển Marmara, biển Đen và biển Azov.
A. minuta tuy là cá biển khơi, nhưng cũng sinh sống ở vùng nước gần bờ và cả khu vực cửa sông, được tìm thấy trên nền cát, bùn và rong lươn Zostera, độ sâu đến ít nhất là 97 m.

## Mô tả
Chiều dài cơ thể lớn nhất được ghi nhận ở A. minuta là gần 8 cm. Cơ thể trong suốt, phớt đỏ, có tế bào sắc tố dọc theo các gốc vây và trên đầu. Con đực có vây lưng và vây hậu môn dài hơn con cái.
Số gai vây lưng: 4–6; Số tia vây lưng: 11–13; Số gai vây hậu môn: 1; Số tia vây hậu môn: 11–15.

## Sinh thái
Cá trưởng thành ăn động vật phù du, đặc biệt là giáp xác chân chèo, giáp xác Mysida và ấu trùng hà biển.
Theo Caputo và cộng sự (2005), A. minuta không phải loài đẻ một lần (semelparity) như những báo cáo trước đó. A. minuta vẫn là loài đẻ nhiều lần (iteroparity) nhưng rút ngắn thời gian do vòng đời ngắn ngủi của chúng, với tuổi thọ chưa tới 1 năm.